# Ancylorhynchus glaucius
Ancylorhynchus glaucius är en tvåvingeart som först beskrevs av Rossi 1790.  Ancylorhynchus glaucius ingår i släktet Ancylorhynchus och familjen rovflugor. Inga underarter finns listade i Catalogue of Life.